# Provincia del Kivu Nord
La provincia del Kivu Nord (francese: Province du Nord-Kivu) è una delle 26 province della Repubblica Democratica del Congo. Il suo capoluogo è la città di Goma. La provincia prende il nome dal lago Kivu e si trova nell'est del paese. Nel precedente ordinamento amministrativo del Congo (in vigore fino al 2015) la provincia esisteva con gli stessi confini attuali e lo stesso capoluogo.
La provincia è caratterizzata da diverse risorse naturali e minerarie tra cui prodotti ittici, avorio, carbone, rame, oro, nichel, cobalto, diamanti e soprattutto coltan, di cui la Repubblica Democratica del Congo ospita le più ampie riserve mondiali. Tuttavia la presenza di tali ricchezze, unitamente a un quadro di instabilità regionale, ha favorito il fiorire di traffici illeciti e dinamiche di insicurezza per mano di diverse milizie e bande armate che operano nell'area.
La provincia è stata investita da grande attenzione mediatica internazionale il 22 febbraio 2021 quando presso il villaggio di Kibumba, vicino alla città di Goma, è stato ucciso in un agguato l'ambasciatore italiano Luca Attanasio.

## Geografia fisica
La provincia è situata nella parte orientale del paese e confina a nord-ovest con la provincia dell'Ituri, a ovest con la provincia di Tshopo e con quella di Maniema, a sud con quella del Kivu Sud e ad est con il Ruanda e l'Uganda.

## Geografia antropica

### Suddivisioni amministrative
La provincia del Kivu Nord è suddivisa nelle città di Goma (capoluogo), Butembo e Beni, che comprendono vari comuni limitrofi, ed in 6 territori:
- territorio di Beni, capoluogo: Beni;
- territorio di Lubero, capoluogo: Lubero;
- territorio di Masisi, capoluogo: Masisi;
- territorio di Nyiragongo, capoluogo: Kibumba;
- territorio di Rutshuru, capoluogo: Rutshuru;
- territorio di Walikame, capoluogo: Walikame.

## Città
- Goma - capoluogo
- Abakwasimbo
- Masisi